# Michel Troisgros

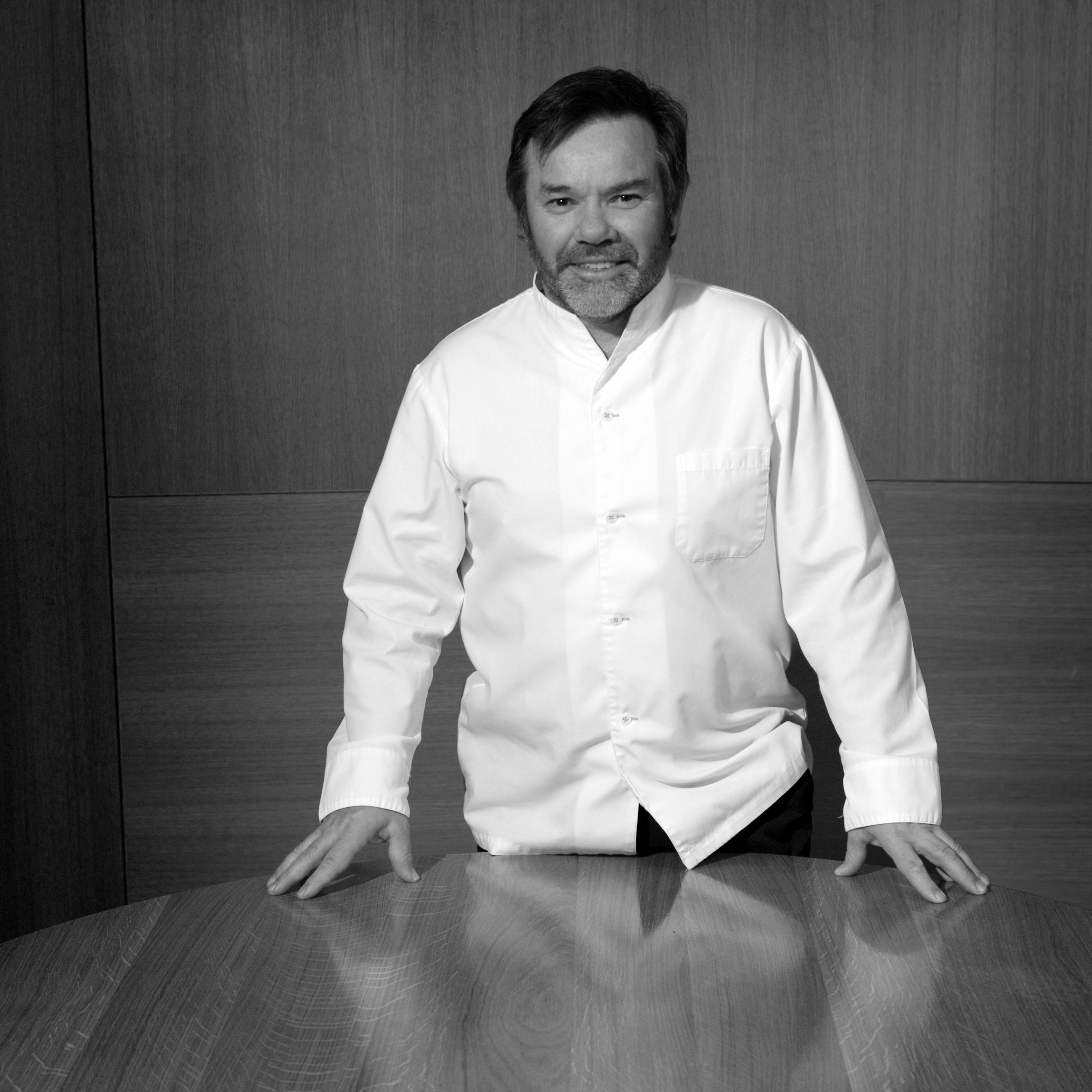
Michel Troisgros (2016)

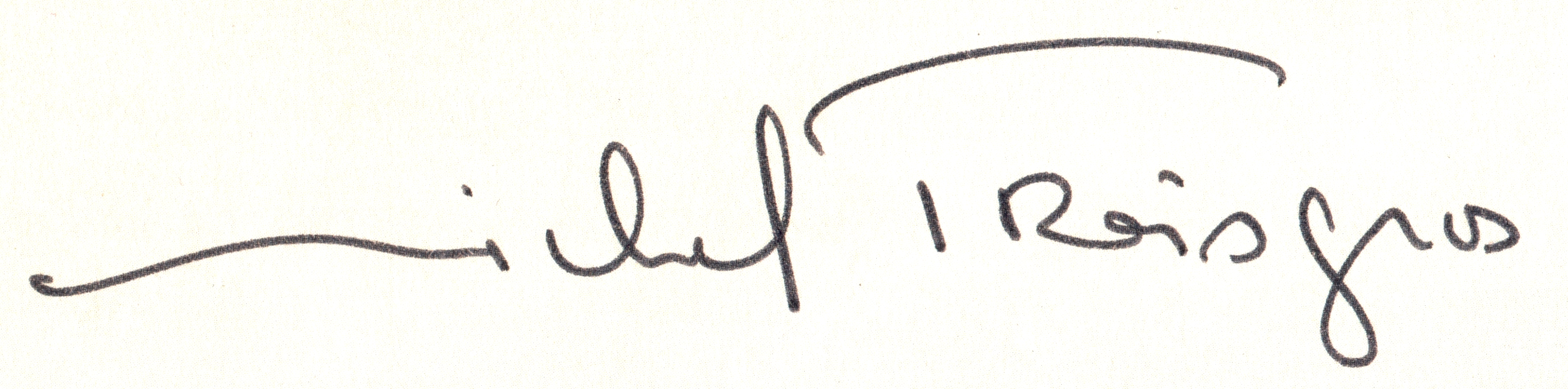
Unterschrift

Michel Troisgros (* 2. April 1958 in Roanne) ist ein französischer Koch und Önologe. Er betreibt in seinem Heimatort das bekannte Sterne-Restaurant Les Frères Troisgros.

## Leben
Michel Troisgros entstammt einer bekannten Familie von Gastronomen. Im Jahr 1957, ein Jahr vor seiner Geburt, hatten sein Onkel Jean Troisgros (1926–1983) und sein Vater Pierre Troisgros (1928–2020) gemeinsam das Restaurant des dem Bahnhof von Roanne gegenübergelegenen Hôtel Moderne übernommen, das ihre Eltern Jean-Baptiste und Marie Troisgros im Jahr 1930 erworben und mit steigendem Erfolg geführt hatten. Die Brüder, die dem Restaurant den Namen Les Frères Troisgros gaben, waren von ihren Eltern zum Respekt vor der „hohen Kunst der Küche“ erzogen und – zeitweilig gemeinsam mit Paul Bocuse – bei führenden Köchen des Landes ausgebildet worden, unter anderem bei Gaston Richard in dem Restaurant Lucas Carton in Paris sowie bei Fernand Point und Paul Mercier in dem Restaurant La Pyramide in Vienne.  
Bereits ein Jahr nach ihrer Rückkehr nach Roanne waren die Brüder Troisgros im Jahr 1955 für ihre Leistungen im väterlichen Restaurant mit dem ersten Stern des Restaurantführers Guide Michelin ausgezeichnet worden, der zweite folgte im Jahr 1965, der dritte im Jahr 1968. Der Aufkauf eines benachbarten Gebäudes ermöglichte die Vergrößerung des Restaurants (1970). 
Die gehobene Gastronomie prägte die Kindheit und Jugend von Michel Troisgros. Im Jahr 1974 begann er im Alter von 16 Jahren seine Ausbildung an der Hotelfachschule in Grenoble, wo er seiner zukünftigen Ehefrau Marie-Pierre begegnete. Gemeinsam bereisten sie nach Abschluss ihrer Ausbildung die Welt, um ihre Kenntnisse und Fertigkeiten in renommierten Restaurants zu vervollständigen, wie bei Frédy Girardet in Lausanne, im Taillevent in Paris, im Chez Panisse in San Francisco, im Comme chez soi in Brüssel, im Hôtel Connaught in London und bei Michel Guérard in Eugénie-les-Bains.  
Danach kehrte Michel Troisgros nach Roanne zurück und arbeitete an der Seite seines Onkels Jean. Als dieser im Jahr 1983 starb, wurde ihm zu Ehren der Bahnhofsplatz in Roanne Place Jean Troisgros getauft. Fortan stand Michel seinem Vater in der Maison Troisgros zur Seite. In den 1980er Jahren öffneten die Troisgros Boutiquen in Japan. Seitdem Pierre Troisgros 1993 in den Ruhestand trat, führen Michel und Marie-Pierre das Unternehmen weiter. In einem benachbarten Gebäude gründete das Paar im Jahr 1995 das Central. Im Jahr 2000 folgte die Einweihung eines Troisgros-Restaurants in Moskau. 
Michel und Marie-Pierre Troisgros haben drei Kinder: Marion (* 1983), César (* 1986) und Léo (* 1993), die sich ebenfalls der Gastronomie verschrieben haben. Michels Bruder Claude leitet ein Troisgros-Restaurant in Rio de Janeiro, seine Nichte Anne-Marie, Tochter von Claude, das Restaurant Gravelier in Bordeaux.

## Schriften (Auswahl)
- Pierre und Michel Troisgros: Les petits plats de Pierre et Michel Troisgros. Robert Laffont, Paris 1985, ISBN 2-221-04241-7
- Pierre und Michel Troisgros: Cuisine en famille chez les Troisgros. Flammarion, Paris 1998, ISBN 2-08-200570-4
- Michel Troisgros: La cuisine acidulée de Michel Troisgros. Le Cherche-Midi, Paris 2002
- Pierre und Michel Troisgros: Les meilleures recettes familiales des Troisgros. Editions Flammarion, Paris 2002, ISBN 2-08-200928-9

## Auszeichnungen
- Eckart Witzigmann Preis für Große Kochkunst (2015)[1]